# Pluviómetro

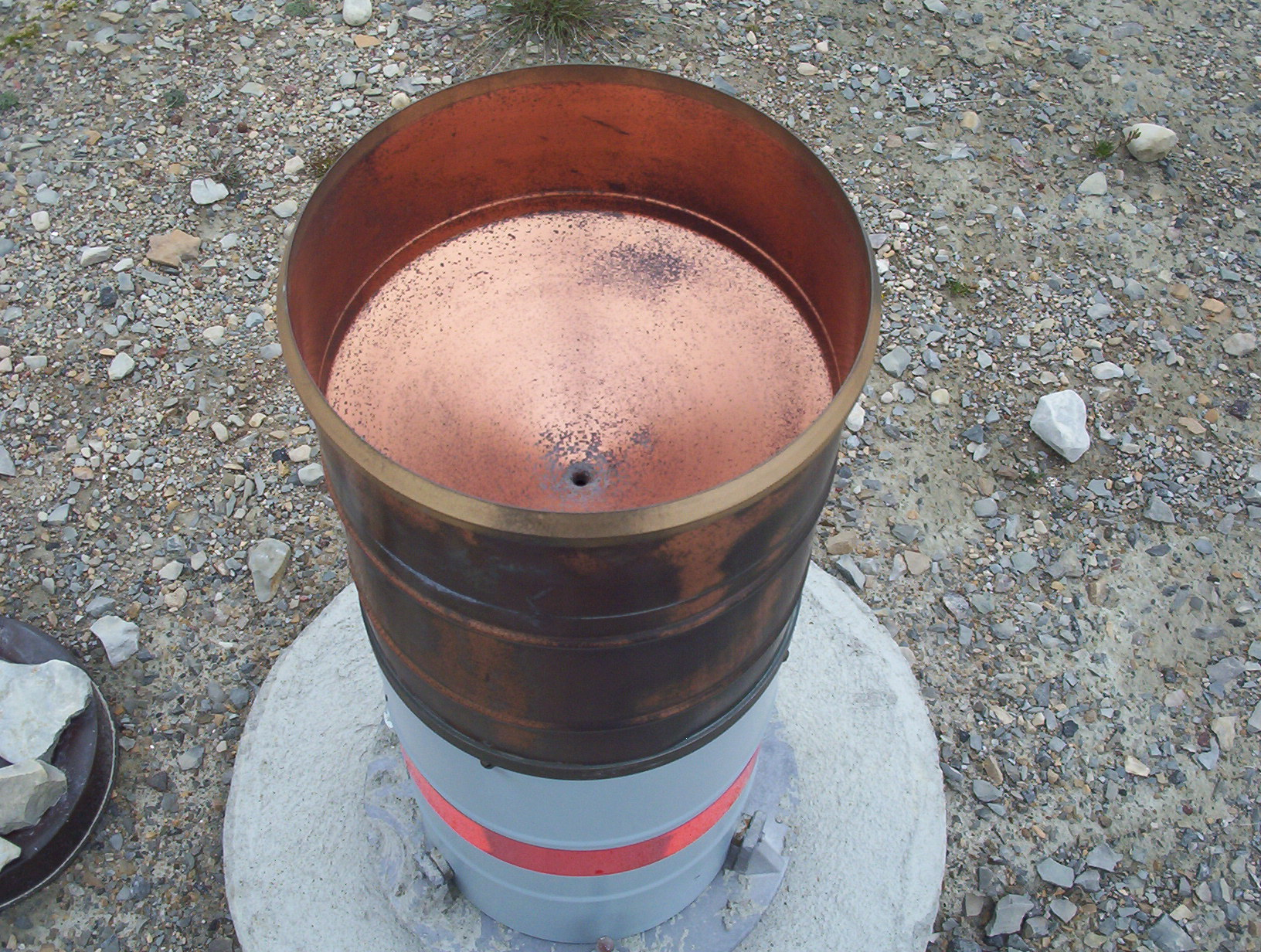
Vista exterior de un pluviómetro.

El pluviómetro es un instrumento que se emplea en las estaciones meteorológicas para la recogida y medición de la precipitación. Se usa para medir la cantidad de precipitaciones caídas en un lugar durante un tiempo determinado. Genéricamente, el término se utiliza para designar cualquier dispositivo de recogida y medida de la precipitación. La cantidad de agua caída  se expresa en milímetros de altura (o equivalentemente en litros por metro cuadrado). El diseño básico de un pluviómetro consiste en una abertura superior (de área conocida) de entrada de agua al recipiente, que luego es dirigida a través de un embudo hacia un colector donde se recoge y puede medirse visualmente con una regla graduada o mediante el peso del agua depositada. Normalmente la lectura se realiza cada 12 horas. Un litro caído en un metro cuadrado alcanzaría una altura de 1 milímetro. Para la medida de nieve se considera que el espesor de nieve equivale aproximadamente a diez veces el equivalente de agua.

## Pluviógrafo
El pluviógrafo es un instrumento meteorológico utilizado en el estudio y análisis de las precipitaciones. Su funcionamiento y uso están estrechamente relacionados con el pluviómetro.  A diferencia del pluviómetro, el pluviógrafo registra de forma mecánica y continua la precipitación en una gráfica, lo que  permite conocer la hora de comienzo y finalización de las precipitaciones así como su intensidad en litros por metro cuadrado caídos en una hora. 
Antiguamente, los pluviómetros no podían registrar la evolución temporal de la lluvia y se revisaban dos veces al día. A diferencia del pluviógrafo, que es un instrumento que podría, por medio de un sistema de grabación mecánica, registrar gráficamente la cantidad de lluvia en un cierto intervalo de tiempo (diario, semanal, etc.) en una tira especial de papel cuadriculado. Con estas herramientas era posible alcanzar resoluciones temporales del orden de cinco minutos, aunque en la mayoría de los casos la resolución utilizada fue del orden de media hora. La grabación de un evento de lluvia con este sistema incluye una serie de problemas de mantenimiento, la fiabilidad de los instrumentos, lectura y discusión de los datos que deben hacerse a mano de todos modos es controvertible. Con el desarrollo de la electrónica primero, y del ordenador luego, los pluviógrafos evolucionaron sensiblemente, al pasar de un registro mecánico a los dispositivos electrónicos con la capacidad de almacenar datos digitales. Hoy en día la distinción entre dos tipos de instrumentos ha prácticamente desaparecido y solo tiene sentido cuando se considera a los antiguos instrumentos, que no tienen una capacidad de grabación, para la medición de la precipitación de 24 horas. El agua en este instrumento se mide por mm. Estos instrumentos se encuentran generalmente entre los de una estación meteorológica común. En todos los casos, es muy importante que sea instalado en un espacio abierto, libre de obstáculos. Los datos recibidos de las estaciones de lluvia son recogidos y clasificados en los registros hidrológicos.

## Historia
Las primeras mediciones de las lluvias se han dado a conocer por los griegos 500 años antes de Cristo. Cien años más tarde en India, la gente utiliza recipientes para recoger agua de lluvia y para su medición.
En ambos casos, la medición de la lluvia ayudó a evaluar el rendimiento futuro de los cultivos. 
En el libro Artha-shastra que se utilizaba en el reino de Magadha, las normas se establecieron para cada grano y el granero del Estado tuvo un indicador para fines fiscales.
En Palestina, desde el siglo II a. C. escritos religiosos se refieren a la medición de las precipitaciones para las necesidades agrícolas.
En 1441 en Corea, el primer pluviómetro o aluviómetro en bronce Cheugugi, fue desarrollado por el científico Jang Yeong-sil para su uso a través de una red que cubre todo el país.
En 1639, Benedetto Castelli, un discípulo de Galileo, llevó a cabo las primeras mediciones de precipitación en Europa, para conocer el aporte de agua de un evento de lluvia para el Lago Trasimeno. Había un recipiente de vidrio cilíndrico calibrado con una cantidad conocida de agua y vio el nivel correspondiente en la botella. A continuación, puso el recipiente a la lluvia, cada hora marcaba por un marcador, el nivel alcanzado por el agua.
En 1662, el inglés Christopher Wren, ideó el primer pluviómetro con cubetas basculantes, el que asoció, al año siguiente con un dispositivo que registraba varios parámetros meteorológicos como la temperatura del aire, dirección del viento y precipitación.
En 1670 Robert Hooke también utiliza un pluviómetro de cubetas basculantes.
Con el desarrollo de la meteorología, la medición de los diferentes parámetros de la atmósfera se retoma. Los pluviómetros se perfeccionan pero los principios básicos siguen siendo los mismos. En Francia, la asociación meteorológica creada por Urbain Le Verrier populariza los pluviómetros conocidos como: «Asociación».
Varios pluviómetros y pluviógrafos han seguido a los de cubetas basculantes. Mencionamos los pluviómetros registradores de flotador, utilizados a partir del siglo XIX, y los pluviómetros de balanza.

## Pluviómetro manual
Es un indicador simple de la lluvia caída, consiste en un recipiente especial cilíndrico, por lo general de plástico, con una escala graduada. La altura del agua que llena la jarra es equivalente a la precipitación y se mide en milímetros (mm).

## Pluviómetros totalizadores
Se componen de un embudo, que mejora la precisión y recoge el agua en un recipiente graduado, el instrumento se coloca a una determinada altura del suelo y un operador registra cada 12 horas el agua caída. Con este tipo de instrumento no se pueden definir las horas aproximadas en que llovió.

## Pluviógrafo de sifón
Consta de un tambor giratorio que rota con velocidad constante, este tambor arrastra un papel graduado, en la abscisa se tiene el tiempo y en la ordenada la altura de la precipitación pluvial, que se registra por una pluma que se mueve verticalmente, accionada por un flotador, marcando en el papel la altura de la lluvia. Si no llueve, el nivel del agua en el recipiente se mantiene constante y por lo tanto la pluma marca una línea recta horizontal. Cuando empieza a llover, el agua que cae en el interior del embudo, mientras que el tambor gira, llega al recipiente y levanta el flotador, la pluma marcará por lo tanto una elevación, en la vertical.
Con esta herramienta se puede conocer la precipitación en el tiempo. Cuando la pluma alcanza el borde superior de la tira de papel, significa que el nivel en el depósito corresponde a la punta de la cánula, a continuación, una operación se activa para vaciar el recipiente haciendo bajar el flotador rápidamente, lo que corresponde a una línea vertical en el gráfico.
Esta herramienta permite medir la intensidad media de precipitación en un cierto intervalo de tiempo:
{\displaystyle {\frac {h(\Delta {\mathit {T}})}{\Delta {\mathit {T}}}}={\mathit {i}}\,}
En realidad la intensidad de la lluvia no es constante, sino que varía en el tiempo, por lo tanto se puede definir como intensidad instantánea de la lluvia:
{\displaystyle \lim _{\Delta {\mathit {T}}\rightarrow 0}{\frac {h(\Delta {\mathit {T}})}{\Delta {\mathit {T}}}}={\mathit {i}}({\mathit {t}})}

## Pluviógrafo de doble cubeta basculante

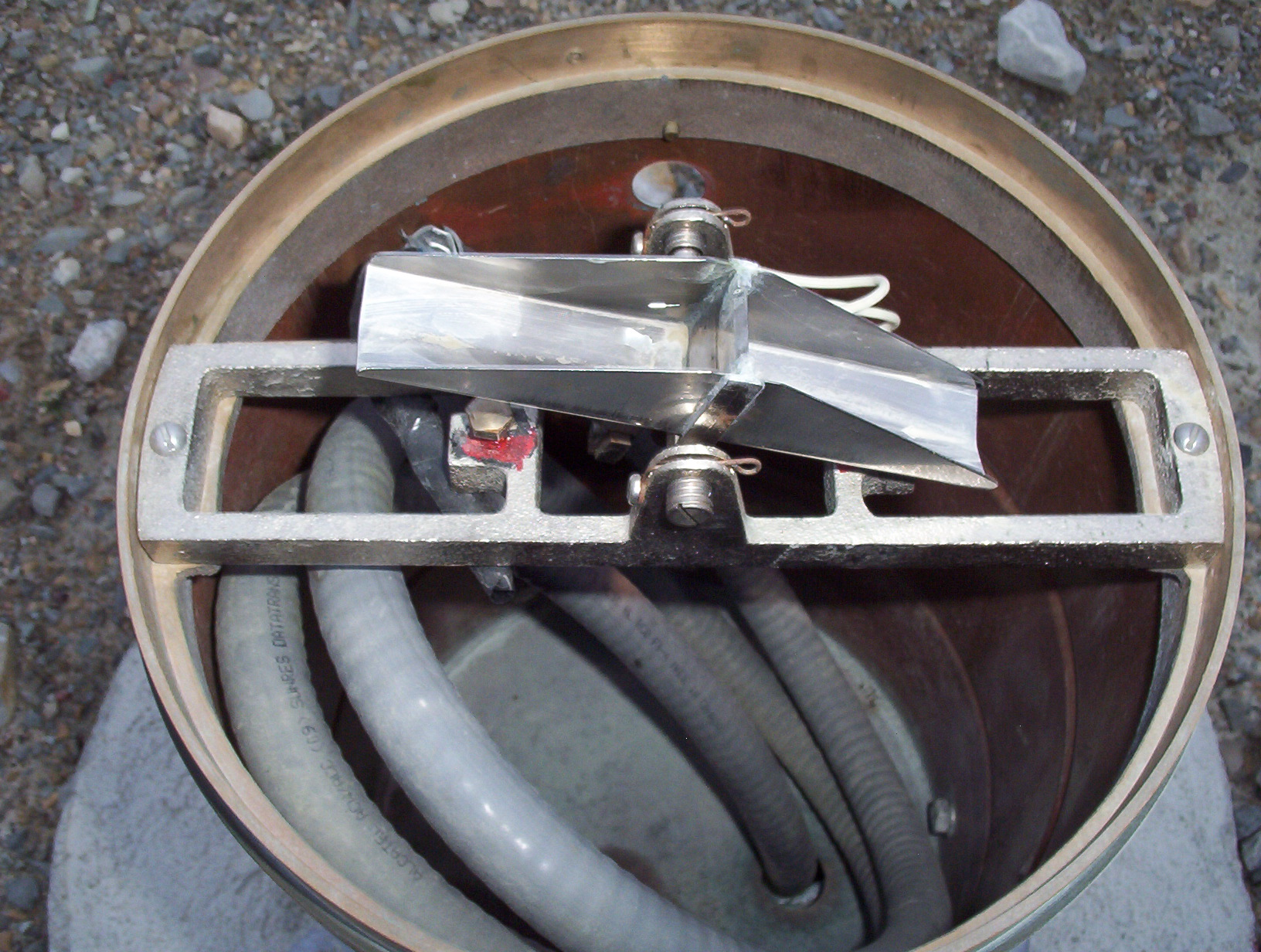
Ejemplo de doble cubeta basculante.

El embudo conduce el agua colectada a una pequeña cubeta triangular doble, de metal o plástico, con una bisagra en su punto medio. Es un sistema cuyo equilibrio varía en función de la cantidad de agua en las cubetas. La inversión se produce generalmente a 0,2 mm de precipitación, así que cada vez que caen 0,2 mm de lluvia la báscula oscila, vaciando la cubeta llena, mientras comienza a llenarse la otra. Cada vez que la cubeta doble se mueve, este movimiento es registrado en la banda de papel que avanza a velocidad constante, al final del día contando el número de veces que la cubeta se ha movido, y multiplicándola por la precipitación que ocasiona su movimiento, se tendrá la precipitación caída en el día o en un intervalo de tiempo menor, con una precisión de 0,2 mm.
Últimamente los pluviómetros disponibles en el mercado son digitales, registrando el movimiento de las cubetas por medio de sistemas electrónicos que pueden conectarse, por ejemplo, vía radio, con un servidor central que almacena todos los datos recogidos en varios pluviógrafos.
Con estas herramientas modernas, se puede realizar la medida, incluso en caso de nieve: si el embudo está equipado con una resistencia térmica, que disuelva la nieve.